# Mithila lichenosa
Mithila lichenosa är en fjärilsart som beskrevs av Moore 1882. Mithila lichenosa ingår i släktet Mithila och familjen nattflyn. Inga underarter finns listade i Catalogue of Life.